# Michel Mella
Michel Mella (Parigi, 11 ottobre 1950) è un attore e doppiatore francese noto per essere la voce francese di Speedy Gonzales e Porky Pig (dal 1994) e Squiddi Tentacolo (dal 2010) in sostituzione di Henri Courseaux.

## Biografia
È figlio del tenore Fred Mella e dell'attrice Suzanne Avon. È padre di Mathias Mella anch' egli attore.

## Filmografia
- Le folli avventure di Rabbi Jacob - regia di Gérard Oury (1973)
- S.P.Y.S. - regia di Irvin Kershner (1974)
- La Fiancée qui venait du froid - regia di Charles Nemes (1983)

### Televisione
- Les Gens de Mogador - serie TV (1972)
- Les Écrivains - telefilm (1973)
- La Crim - serie TV (2001)

## Doppiaggio

### Film d'animazione
- Jerome in Shrek 2 (2005)
- Quasimodo in Hotel Transylvania (2013)
- Biglouche in Nut Job - Operazione noccioline (2014)
- Mox in Mune - Il guardiano della luna (2015)
- Squiddi Tentacolo in SpongeBob - Fuori dall'acqua e SpongeBob - Amici in fuga (2015,2020)
- Ace Morgan in Teen Titans Go! - Il film (2018)
- Chesterfield in Animali Crackers (2020)
- Siggy in Steve - Un mostro a tutto ritmo (2021)
- Carmine in Argonuts - Missione Olimpo (2023)
- Leo in  Leo (2023)

### Serie televisive d'animazione
- Menelao in Pippo e Menelao (1989-1995)
- Baloo in TaleSpin (1991-1993)
- Wakko Warner in Animaniacs (1994-1999)
- Squiddi Tentacolo e Squillam Fancyson in SpongeBob (2010)
- Gabal, Madden in Sfondamento dei cieli Gurren Lagann (2010)
- Rekkit in Rekkit Rabbit (2011-2013)
- Bobby in Brickleberry (2012-2015)
- Glen Ponzi e Sam Hoover in Billy: un amico fantasmico (2013)
- Tortue Brutale in Dofus - I tesori di Kerubim (2013)
- M. Noodman in Sanjay and Craig (2014-2016)
- Squiddi Tentacolo in Kamp Koral: SpongeBob al campo estivo, Lo show di Patrick Stella (2021-)

### Videogiochi
- Camo in Skylanders: Giants (2012)
- Doudou in The Witcher 3: Wild Hunt (2016)
- Aramis Stilton in Dishonored 2 (2016)
- Remy Duvall in Mafia III (2016)
- Squiddi Tentacolo in SpongeBob SquarePants: The Cosmic Shake (2023)

## Doppiatori italiani
Come doppiatore in italiano è stato sostituito da:
- Paolo Marchese in Mune - Il guardiano della luna
- Stefano De Sando in Argonuts - Missione Olimpo